# Erik Maasch
Erik Maasch (* 1925 in Berlin) ist ein deutscher Schriftsteller von Kriminal- und U-Boot- sowie heiteren Romanen, Lehrer und Seeoffizier.

## Leben
Maasch absolvierte die Marineschule Mürwik und diente in der Kriegsmarine als Seeoffizier sowie U-Boot-Fahrer im Zweiten Weltkrieg.
Danach war er 30 Jahre als Lehrer und Schulleiter tätig, bevor er hauptberuflicher Autor wurde.

## Werke (Auswahl)
- Erik Maasch: Die U-Boot-Falle. Ullstein Verlag GmbH, München 2004, ISBN 3-548-25773-9.